# Neuronema yajianganum
Neuronema yajianganum är en insektsart som först beskrevs av C.-k. Yang 1992.  Neuronema yajianganum ingår i släktet Neuronema och familjen florsländor. Inga underarter finns listade i Catalogue of Life.